# 結城ほのか
結城 ほのか（ゆうき ほのか、8月31日 - ）は日本の女性声優。兵庫県出身。主にアダルトゲームに出演している。Honey Rush所属。以前はアトリエピーチに所属していた。

## 経歴

### 声優デビュー～アトリエピーチ時代
中学生のころに深夜アニメとして放送されていた『君が望む永遠』や『D.C.～ダ・カーポ～』を気に入っており、後者の登場人物である白河ことりの下着姿の画像を見つけた際に友人から原作が成人向け作品であることを知らされる。この時点から声優という仕事に興味を持っていたため、放送部に所属していた。
ただし、本格的に声優としての勉強を始めたのは高校卒業後であり、デイサービスで介護福祉士として働く傍ら、週末だけ養成所に通っていた。この養成所は声優事務所が運営していたものの、そこには入れなかったため、一般公募を通じて別の事務所に入所した。とはいえその事務所はナレーションがメインであり、アニメやゲームの仕事ができなかったため、アダルトゲームに定評のあるアトリエピーチの養成所に入り、そこで大野まりなに師事した。その1年目に、蛇ノ道ハ蛇ソフト『DS9 ディベートスクールナイン』で声優デビューを果たした。これは、メーカー側の「デビュー前の声優を起用したい」の意向によるものであり、同作への出演により、結城はレッスン生からジュニア生になった。結城にとって初めての現場だったことから、気合が入ってしまい、最初からクライマックスのような演技になってしまったと結城は2023年の「BugBug」とのインタビューの中で振り返っており、大野がブースまで来てアドバイスしてくれたのは助かったと語っている。

## 出演作品
太字は主役・メインキャラクター

### PCゲーム

#### 2015年
- DS9 ディベートスクールナイン（九條 真） - デビュー作[1]
- 淫らな魔法使いと救性主-淫妖救済調教録-
- その古城に勇者砲あり!

#### 2016年
- 甘えかたは彼女なりに。（四賀 のはな[2]）
- 働くオトナの恋愛事情（秋吉 亜未）
- 快楽傀儡～桃川雛子～（桃川 雛子）
- グリモ☆ラヴ～放課後のウィッチ～（新井）
- D.S. -Dal Segno-（朝宮 ひまり）
- けもみみハーレム化け～しょん～田舎でのんびりもふもふ獣耳少女たちと子作り三昧～（アオイ）
- 聖鍵遣いの命題（ミリアリーノ・ミルト、アスカ・ノア）
- 罪恋×2/3（夢見 レイナ）
- なないろ＊クリップ～最後のステージ～（和久井 啓子）
- 《緊急宣言》お姉ちゃん達は処女を卒業しますっ!!（四之宮 香澄）
- 俺が校則! 中出し以外は校則違反!!!～女子校生全員中出し完全制圧計画～（百合野 姫夏）
- 魔法戦士ネクストイグニッション（スイートキッス）
- 炎の孕ませおっぱい★エロアプリ学園（上坂 彩音）

#### 2017年
- らぶらぶシスターズ～花嫁＆姉妹達とのドキドキハーレム生活～（百日紅 美郷子）
- ビッチ姉妹が清純なはずがないっ!!（月島 白亜）
- 星空TeaParty えくすとら～「恋愛」はじまりました!～（三月 卯月）
- 呪いの魔剣に闇憑き乙女（サラ）
- 働くオタクの恋愛事情（田伏 璃子）
- ぴあきゃろ PetitBox（北川 楓乃）
- 異世界ハーレムダンジョンマスター～エロトラップで姫騎士パーティー&魔王をヤリまくり!孕ませ地下帝国建設♪～（ユリシス）
- 手垢塗れの堕天使（原田 香奈）
- はらかつ!2～子作りエッチでお悩み解決～（道坂 蘭）
- 魔法少女フェアリーフラワー～正義の心を巨根で挫け! エロ酷いことし放題!孕ませオナホな最強ヒロイン達の絶対忠誠ハーレム♪～（新堂 琴音）
- ヤミと祝祭のサンクチュアリ（ノア）
- 催眠学園2年生（塔ヶ崎 希）
- まほ×ろば-Witches spiritual home-（御影）
- 魔法少女をムチャクチャ倒したい!（東堂 苺）

#### 2018年
- 俺の彼女がガチ変態すぎる（相川 マナ）
- 妹ぱらだいす!3～お兄ちゃんと5人の妹のすご～く!エッチしまくりな毎日～（七瀬 理香）
- 人妻寝取り屋（福盛田 依子）
- てんぷれっ!!（あるごる、小松優希）
- もっと!孕ませ!炎のおっぱい異世界エロ魔法学園!（ミャウ＝オルフェル）
- イイナリ姉色～お姉ちゃんさえいればいい!～（榎波 友恵）
- あくまで、これは～の物語（えみ）
- 手垢塗れの復讐（倉本 美麗）
- 背徳と欲望の間で～罪悪に濡れるオンナ～（桐生 心）
- 委員界の異端者～IINCHO-Re.co～（診撚縁）
- ラブコーディネーション!（水崎 那緒）
- その大樹は魔界を喰らう!（プリムティーネ[3]）

#### 2019年
- リアライブ（佐倉 遥日[4]）
- メイドinウィッチライフ!-館で始まるHな魅了性活-（サマンサ・ミラー）
- らぶこみゅ（西園寺 笙子）
- Eスクールライフ（東金 望愛[5]）
- 押しかけ彼女は、俺の世話をしたい（柊 いさな）
- 彼女は友達ですか? 恋人ですか? それともトメフレですか?（皆川 愛美）
- もっと!孕ませ!炎のおっぱい超エロ♡アプリ学園!（御堂 楓）
- 巣作りカリンちゃん（ナレーション）
- スタディ§ステディ（舞阪 茉衣）

#### 2020年
- 神様のしっぽ～浅葱家、とある日の愛のしらべ～（さゆり）
- 神様のしっぽ～干支神さまたちの恩返し～（さゆり）
- モノノ系彼女～陰キャですが、恋して良いですか？～（尾御代 優未）
- ドーナドーナ いっしょにわるいことをしよう（鎌瀬 衣縫[6]、清水 千晴[7]）

#### 2021年
- セックスアンダーワールドへようこそ!（ミュゼー）
- D.C.4 Plus Harmony ～ダ・カーポ4～ プラスハーモニー（逢見諳子[8]）
- 天結いラビリンスマイスター（煌燐結騎）
- 魔法戦士レムティアナイツ2 -こわれゆく世界の女神たち-（スイートキッス）

#### 2022年
- アイキス3 sexy（真庭 花梨）
- D.C.4 Sweet Harmony 〜ダ・カーポ4〜 スイートハーモニー（逢󠄀見 諳子）[9]
- ジュエリー・ハーツ・アカデミア（ノア・フォン・レオンシュタイン[10]）
- ガールズフランティッククラン（秋川 栖衣香[11]）
- 魔法戦士 Christmas Ignition（スイートキッス）

#### 2023年
- 光装剣姫アークブレイバー 魔族篇胞（アークエリモス）
- 光装剣姫アークブレイバー 楽園天国（アークエリモス）
- 遥か碧の花嫁に（リィル・ナギ・アトランシア）[12]
- 天瀬島は色恋ざかり（春風 園花）
- カノジョの性癖-盗聴×妄想-（久我 優月[13]）

#### 2024年
- アンラベル・トリガー（ヴィクトリア・ギローイ）
- 彼女は友達ですか? 恋人ですか? それともトメフレですか? W（皆川 愛美）
- ドゥアズ ～神父様ノ言いなり～（ソフィア・エンデ）
- 幻聖剣姫セイクリッドアーク（アークエリモス(清木 澄)）

#### 2025年
- 野々村病院の人々リメイク（牧野 梨恵）

### ブラウザ/オンラインゲーム
- 宝石姫 JEWEL PRINCESS（アクアオーラ、セレナイト）
- ぼくらの放課後戦争（筒泉 侑未）
- エンジェルロック（木佐貫 梨安）
- 電脳天使ジブリール（フトリエル）
- デタリキZ（島谷 果歩、武藤 凛花）
- 要塞少女（マデリーン[14]、グローリア[15]）
- 超昂大戦 エスカレーションヒロインズ（九の護銃メイファール / メイファール[16]）
- おさわり勇者さま（アーニャ[17]）
- きーこれくと（春風みく

### コンシューマーゲーム
- Eスクールライフ（東金 望愛）
- D.S. -Dal Segno- （朝宮 ひまり）
- 甘えかたは彼女なりに。（四賀 のはな）
- アイキス3 cute (真庭 花梨)
- 黄昏に潜む梟と、明け方の昴（雅八代[18]）

### 同人ゲーム
- 魔王軍へようこそ5（テレネ、ジュリエッタ）

### 音声作品
- 性感マッサージにハマってしまったバレー部女子の話～前編＆中編～（立華 瑠衣）
- 罵倒～幼馴染はるかお姉さんのM男脚責め調教～
- 妹の友達が遊びに来ました。(莉奈)[19]
- 英会話教室のえちえち先生!!あまあま搾精レッスン(ミア)[20]
- 最近、彼女の妹がやたらエロい。内緒の逆寝取られだらだらえっち。【フォーリーサウンド】(ゆり)[21]
- 年下彼女にバブバブ赤ちゃんプレイされる(仮)[22]

## ナレーション
- ヴァイスシュヴァルツブースターパック「D.S.-Dal Segno」&「D.C.lll With You」

## 歌
- その大樹は魔界を喰らう! 主題歌「咲き乱れるは愛のうた」

## ラジオ
- 先史文明中央情報管理局広報部ふぁいん！(ゲスト)
- あくまで、これは柚原みうと八尋まみの物語(ゲスト)
- 電脳妄想開発室（ゲスト）